# Entodon morrisonensis
Entodon morrisonensis är en bladmossart som beskrevs av Noguchi 1938. Entodon morrisonensis ingår i släktet Entodon och familjen Entodontaceae. Inga underarter finns listade i Catalogue of Life.